# منظور

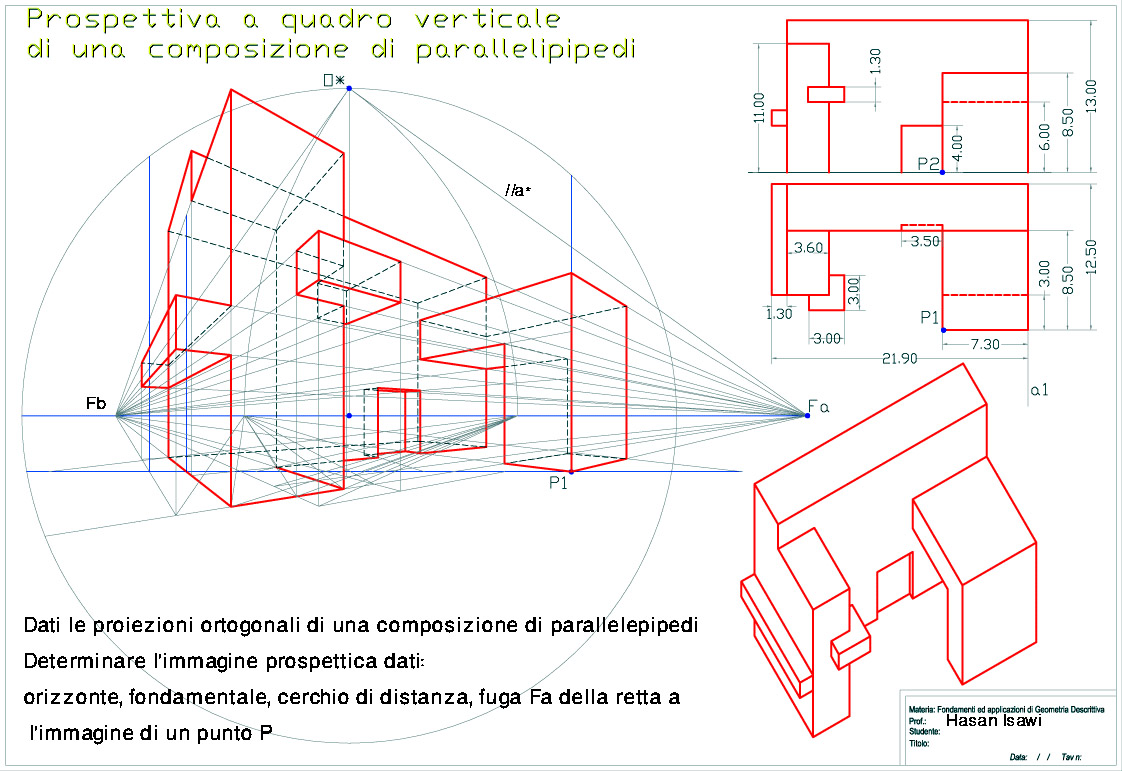
منظور بمستوى إسقاط رأسي. ارسم المنظور مع العلم أنه معروف ما يلي: الإسقاطات المتعامدة لمجسمات متوازية السطوح. خط الأفق ،دائرة البعد، نقطة التلاشي Fa للخط a، والصورة المنظورية لنقطة P

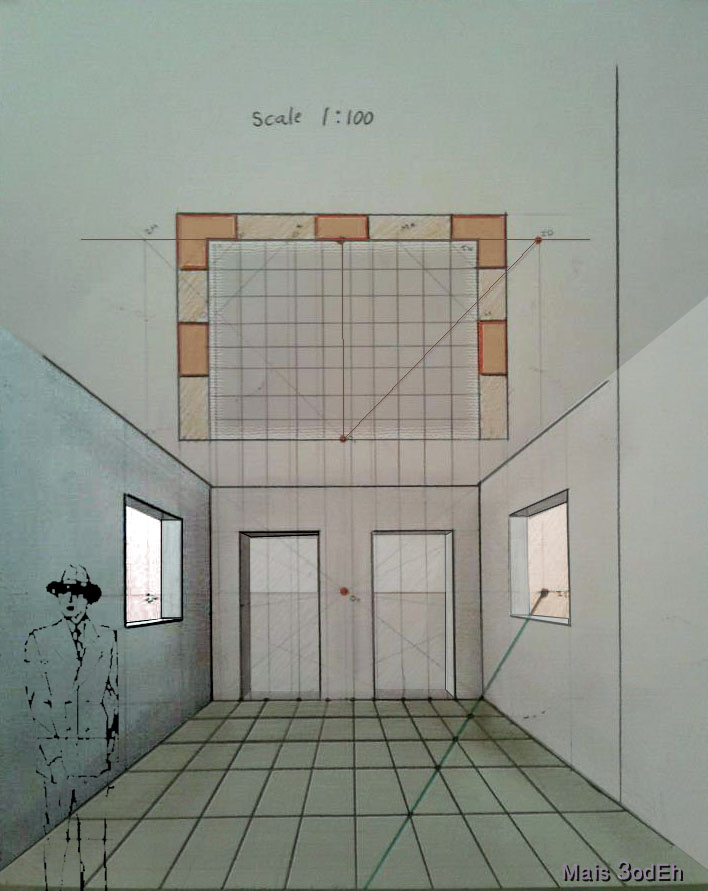
منظور بمستوى اسقاط رأسي مرئي من الداخل

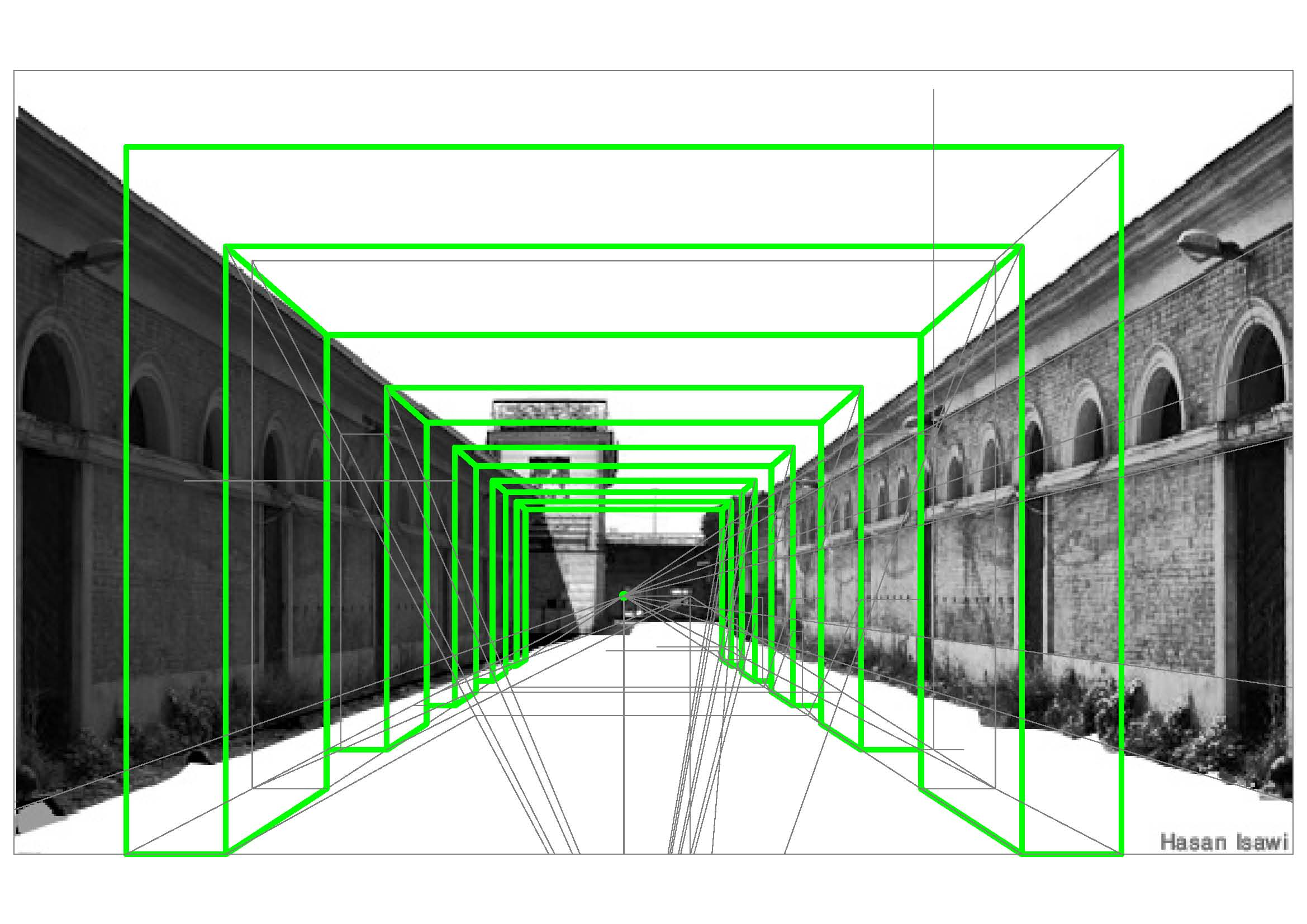
منظور بمستوى اسقاط رأسي أمامي (او منظور بنقطة تلاشي واحدة)

المنظور هو أحد تطبيقات الإسقاط المركزي, يعتبر من أهم أساليب الاظهار الهندسي. وكما هو الحال في (الإسقاط الموازي) (مثل طريقة مونج والاكسنومتري) يمكن إنجازه نظرياً بعمليتين رئيسيتين وهما عملية الإسقاط وعملية التقاطع. أي عملية إسقاط نقاط الشكل بواسطة خطوط تمر بمركز الإسقاط وفي عملية تقاطع هذه الخطوط مع مستوى الإسقاط. نتيجة عملية الإسقاط المنظوري تشابهة الصورة الفوتوغرافية. وهذا لان مركز الإسقاط نقطة نهائية التي يمكن تشبيها بفتحة عدسة الكاميرا.
على أية حال ما يميز هذا النوع من الإسقاط بشكل عام يكمن في أن الصورة المنظورة للخطوط الموازية لبعضها البعض والمتقاطعة أيضا مع مستوى الإسقاط تتمثل في خطوط تلتقي في نقطة واحدة تسمى نقطة التلاشي.

## أنواع المنظور
أخذين في الاعتبار مكعب بأحرف موازية للمحاور المرجعية xyz, يمكن تقسيم المنظور إلى ثلاثة أنواع:
- 1 منظور بمستوى إسقاط رأسي (أو منظور رأسي بنقطة تلاشي واحدة), أي أن مستوى الإسقاط عمودي على مستوى الأرض، يتميز هذا النوع من المنظور بان الصورة المنظورة للخطوط الرأسية تتمثل في خطوط متوازية فيما بينها. بشكل عام صورة الخطوط المتوازية فيما بينها والموازية أيضا لمستوى الإسقاط تكون دائما موازية لبعضها البعض. وهذا لأن نقطة تلاشي هذه الخطوط تكون نقطة لانهائية.

المنظور الرأسي ينقسم بدوره إلى نوعين:
- - منظور أمامي، عندما يكون مستوى الإسقاط عمودي على واحد من المحاور الأفقية (x أو y)، وبالتالي موازي بالتوالي للمحوريين الباقيين xz (أو yz). يتميز هذا النوع بان نقطة تلاشي المحور العمودي على مستوى الإسقاط تتطابق مع النقطة المركزية (مركز دائرة البعد) التي تحمل الرمز O0. وبالتالي نقاط تلاشي المحوريين الباقيين تكون نقاط لا نهائية. أي أن صورة الخطوط الموازية لمستوى الإسقاط تكون خطوط متوازية فيما بينها.
  - أو منظور بزاوية (أو منظور بنقطتين تلاشي)، عندما يكون مستوى الإسقاط موازي لمحور z فقط.

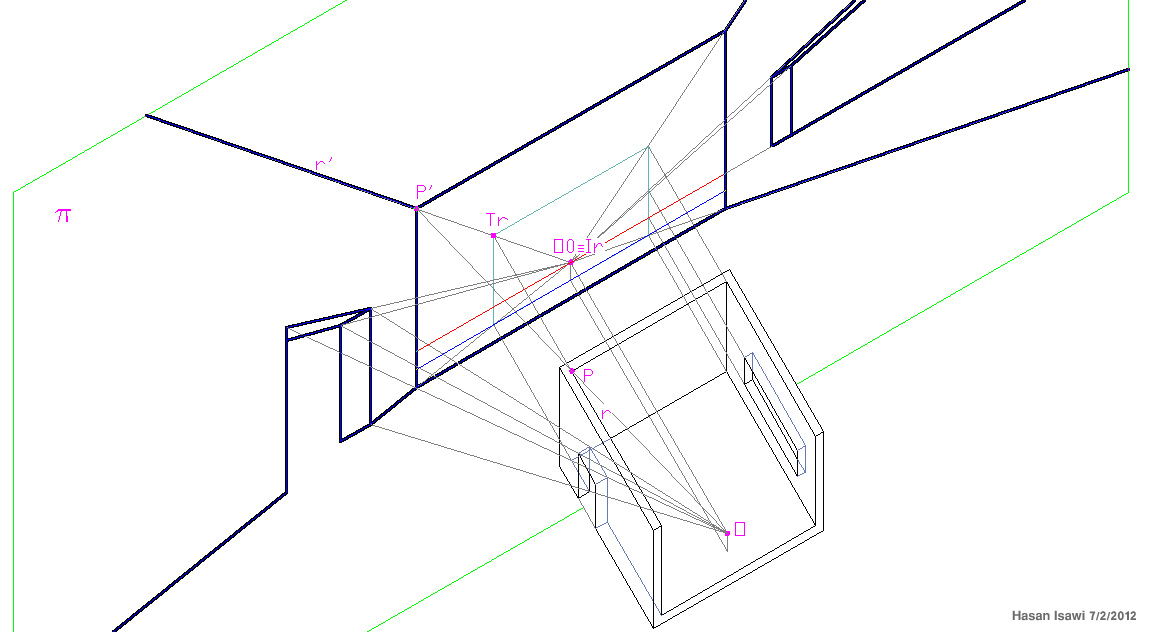
منظور أمامي

- 2 منظور بمستوى إسقاط مائل (أو منظور مائل بثلاث نقاط تلاشي), عندما يكون مستوى الإسقاط مائل بالنسبة لمستوى الأرض xy. يتميز هذا النوع من المنظور بان إسقاطات الخطوط الرأسية تتمثل في خطوط تلتقي في نقطة تلاشي نهائية. بشكل عام صورة الخطوط المتوازية فيما بينها والمتقاطعة مع مستوى الإسقاط تتمثل في خطوط تلتقي في نقطة تلاشي نهائية.

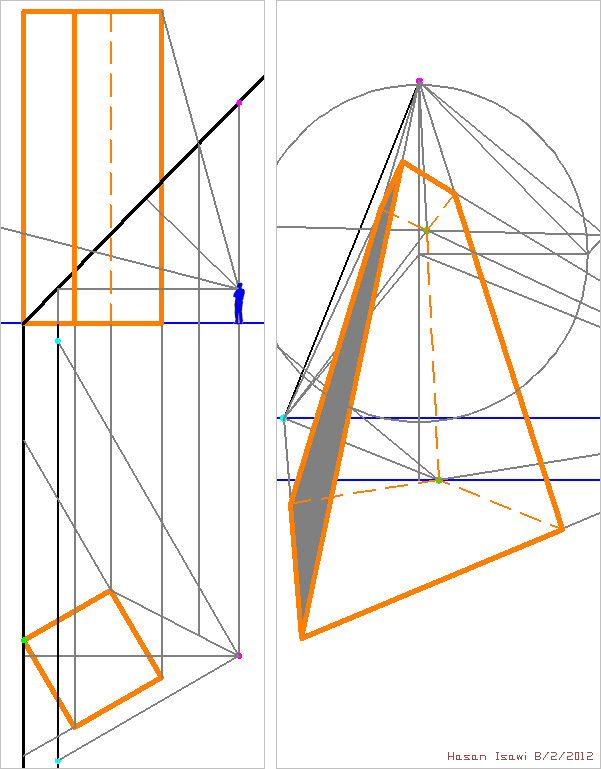
منظور بمستوى إسقاط مائل مرئي من الأسفل

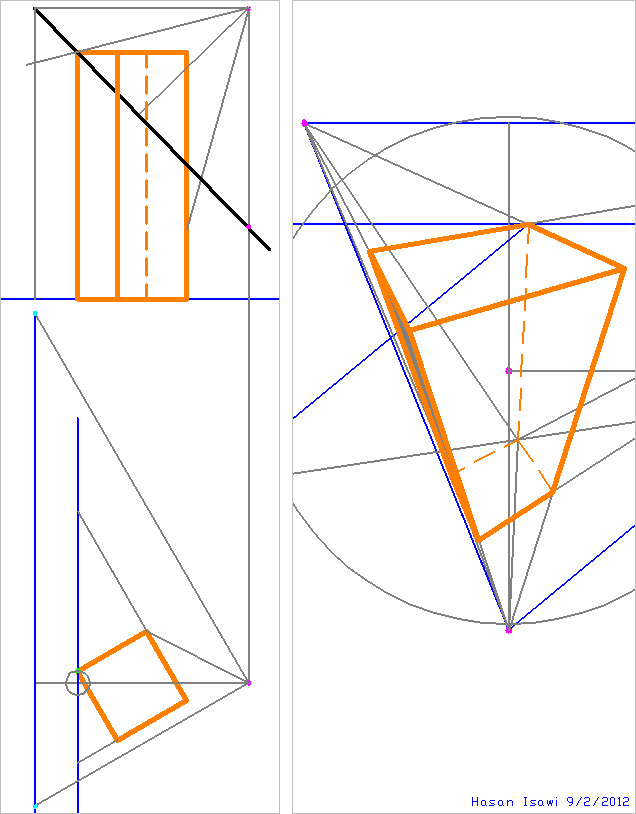
منظور بمستوى إسقاط مائل مرئي من الأعلى

- 3 منظور بمستوى إسقاط افقي (أو منظور افقي), عندما يكون مستوى الإسقاط موازي للمستوى xy. في هذه الحالة نقطة تلاشي الخطوط الرأسية تتطابق مع النقطة المركزية O0, ونقاط تلاشي الخطوط الأفقية تكون لانهائية، أي ان صورة هذه الخطوط تكون خطوط موازية لبعضها البعض.[2]

وبالإشارة إلى المنظور الأفقي: - لكل الخطوط التي تنتمي إلى المستوى zx أو المستويات الموازية له نقاط تلاشي تنتمي لنفس الخط izx. الذي يمر بنقطة التلاشي Iz ويكون موازٍ للمحور x. - وبالمثل ، لكل الخطوط التي تنتمي إلى المستوى yz أو المستويات الموازية له، نقاط تلاشي تنتمي لنفس الخط iyz. الذي يمر بنقطة التلاشي Iz ويكون موازٍ للمحور y. هذه الملاحظات تجعل من الممكن إظهار أيضا إدراج أو منحدرات بطريقة مقبولة.

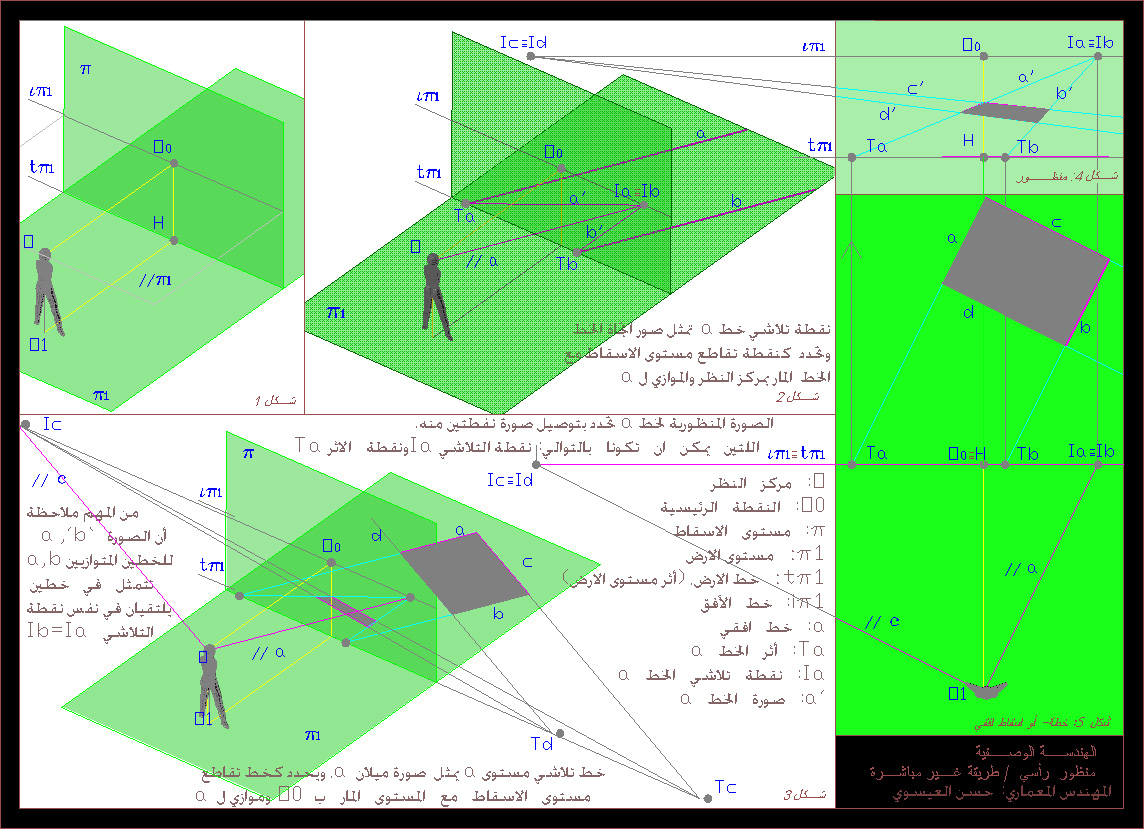
العناصر الرئيسية والمرجعية

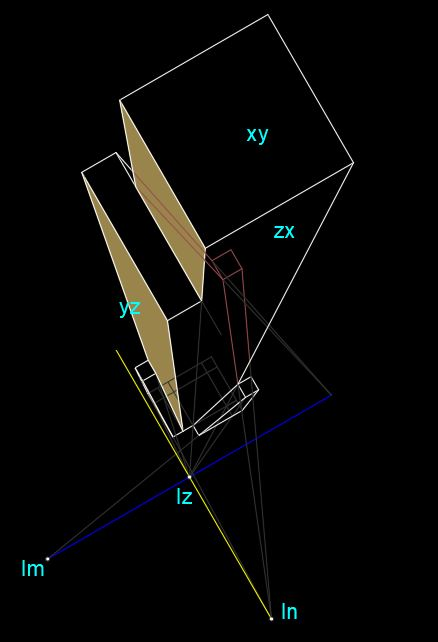
منظور بمستوى اسقاط افقي

## العناصر الرئيسية
المنظور، كما أساليب الإظهار الأخرى، يعتمد على عنصريين أساسيين، وهما:
- مركز النظر, أفضل وسيلة لتقرير موضع مركز النظر بالنسبة للشكل المراد تمثيله، هي أن يكون مركز النظر متطابق مع قمة مخروط دائري فتحته الكلية = 60 درجة، ورواسمه تشمل أو تمس ذلك الشكل.

بالإضافة إلى ذلك هناك عوامل أخرى مثل طبيعة الشكل المعني (مبنى عالي أو منخفض), وإمكانية توافر الأماكن المألوفة للحصول على رؤية حقيقية، مثلا مركز النظر يوضع عادة بالقرب من الواجهات الرئيسية وعلى ارتفاع 1,70 م بالنسبة لمستوى الأرض.
- مستوى الأسقاط, وفقا لموقع الناظر بالنسبة للمبنى وخصائصه الشكلية، مستوى الإسقاط يمكن أن يكون رأسي افقي أو مائل. ومن المفضل أن يمر على الأقل بنقطة من الشكل المراد تمثيله.

### مصطلحات النقاط الهامة
- نقطة تلاشي، تعرف بالصورة المنظوريه لاتجاه خط ما. وبالتالي منظور الخطوط التي لها نفس الاتجاه يتمثل في خطوط تتلاقى في نفس نقطة التلاشي. نظريا نقطة التلاشي لخط r تحدد كتقاطع بين مستوى الإسقاط والخط المار بمركز الإسقاط والموازي ل r. الخط الموازي ل r والمار بمركز النظر يمثل عملية إسقاط اتجاه الخط r.
- خط تلاشي، يعرف بالصورة المنظورية لميلان مستوى ما. وبالتالي منظور ميلان المستويات المتوازية بينها يتمثل في خط تلاشي واحد. نظريا خط تلاشي مستوى α يحدد كتقاطع بين مستوى الإسقاط والمستوى المار بمركز الإسقاط والموازي ل α. المستوى الموازي ل α والمار بمركز النظر يمثل عملية إسقاط ميلان المستوى α.
- أثر خط، تمثل نقطة تقاطع خط r مع مستوى الإسقاط. بشكل عام نقطة تقاطع خط مع مستوى الإسقاط يتطابق دائما مع صورتها المنظورية.
- أثر مستوى، تمثل خط تقاطع مستوى α مع مستوى الإسقاط. بشكل عام خط التقاطع هذا يتطابق دائما مع صورته المنظورية.

## ملاحظات

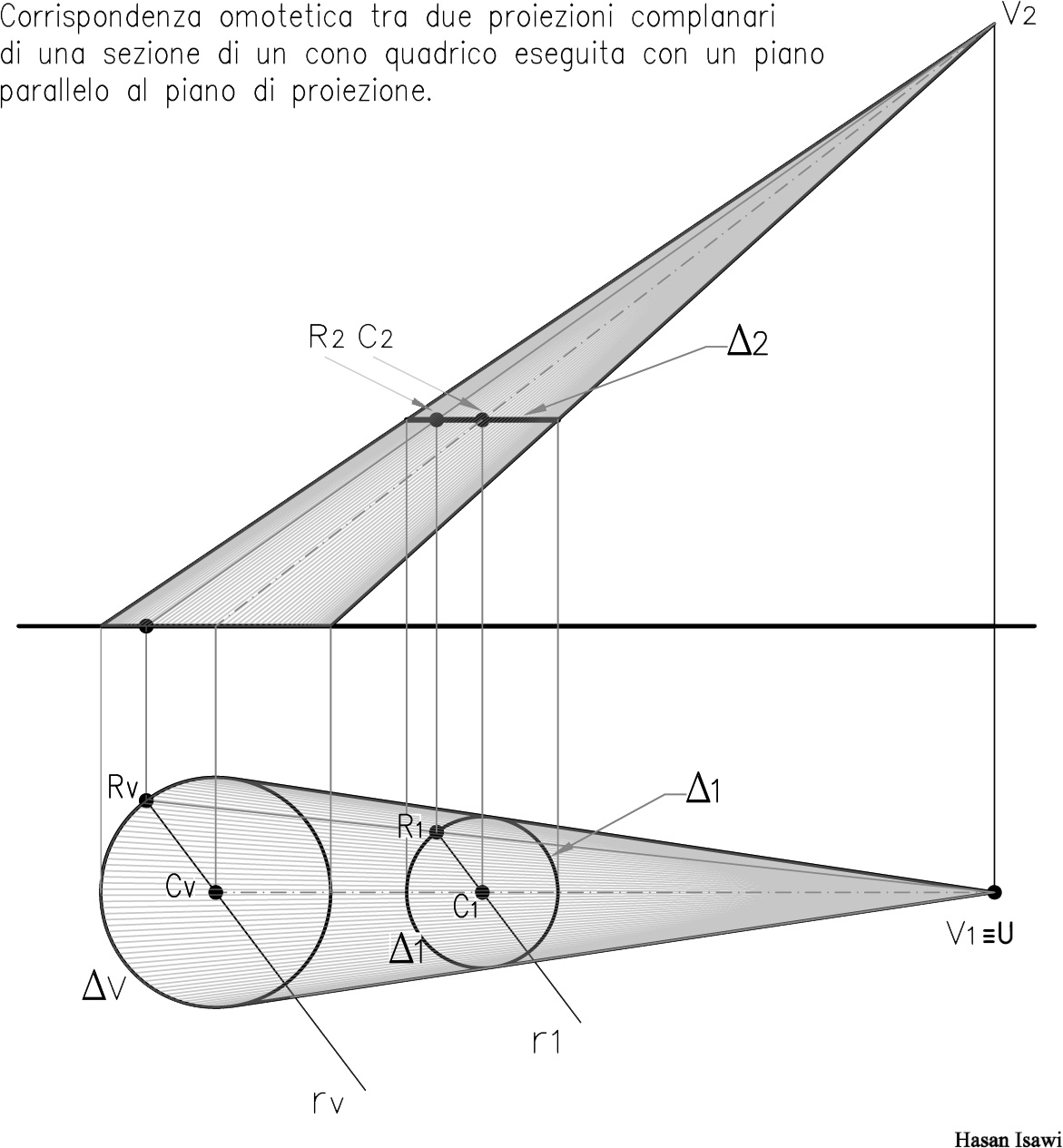
عند إسقاط شكل على مستويين متوازيين من مركز إسقاط نهائي O, نحصل على شكليين متشابهين

## تسميات أخرى للمنظور
- الكواليير: وهو منظور يرسم على ثلاثة محاور، ويعتبر أقل المناظير دقة.
- المنظور الفني، والذي يُرسم باستخدام نقاط الفرار أو التلاشي.

المنظور مصطلح هندسي يستخدم كطريقة لتصوير الأشياء على سطح مستوي بحيث تتضاءل الأبعاد تدريجياً بمعنى آخر هو عملية إسقاط من مركز نظر.
يستخدم المنظور بشكل خاص في العمارة والديكور وفن التصوير في كافة المجالات سواء كان بناء أو طاولة...الخ. وتظهر الخطوط المتوازية ملتقية في نقطة واحدة تسمى نقطة التلاشي أو نقطة الفرار، وتكون عادة هذه النقطة واقعة على امتداد خط الأفق عندما تكون الخطوط أفقية. يكثر انتشار المناظير ذات نقطة تلاشي واحدة وهي الأسهل ثم المناظير ذات نقطتي تلاشي. ويقل استخدام نقاط التلاشي العمودية التي تتقارب فيها الخطوط العمودية إلى نقطة في السماء مثلاً، وهي ما تسمى «مناظير ذات ثلاث نقاط تلاشي» في حال وجود نقطة عمودية واحدة إما سماوية من الأعلى أو أرضية من الأسفل (وذلك على فرض وجود نقطتين أفقيات)، وفي حال وجود النقطتين العموديتين يدعى المنظور ذو أربع نقاط تلاشي. وهذا لا يعني أن المنظور لا يمكن أن يكون بأكثر من [[نقطة تلاش|أربع نقاط تلاشي، أو بدونها، ويكون المنظور بدون نقطة التلاشي في حال عدم انتظام الخطوط في الواقع المرسوم أي وجودها بشكل غير متوازي. يمكن أيضا تصور العديد من التقنيات بالإضافة إلى ما ذكر أعلاه.
يكون حجم العنصر أو الأشياء المتساوية بالحجم أصغر للعناصر الخلفية والمقصود هنا البعيدة عن المشاهد (عين الناظر)، وأكبر للعناصر الأمامية أي القريبة من المشاهد. وهكذا ستظهر عجلة العربة الخلفية أصغر قليلا من العجلة الأمامية في حال المشاهد أمام العربة.
أيضا بالنسبة للألوان فهي تزداد قتامة مع الاقتراب وفتاحةً مع الابتعاد (دائما عن المشاهد). هذا ما يسمى استنساخ أثر الضباب في الغلاف الجوي، ويتم التركيز عادة على الأجسام المرسومة في الصدارة.

## المنظور الصلب (relief-perspective)
من بين الوسائل التي وضعت لتنفيذ وظائف وأغراض خاصة، يجب ذكر أيضا «المنظور الصلب»، حيث تأثير الخطوط الفراغية تكون أحجام تبدو أعمق مما هي عليها في الواقع. هذه التقنية المنظورية استخدمت بالفعل في سينوغرافيا مسارح العصور الهلنستية والرومانية، وتم احياؤها في عصر النهضة وعصر الباروك، وأعطت أمثلة لا تنسى، مثل جوقة كنيسة سانتا ماريا سان الإله الإغريقي في ميلان، للمعماري دوناتو برامانتي، وأجزاء من مشهد المسرح الأولمبي في فيتشنزا، من تصميم فينتشنزو سكاموتسي لاستكمال مشروع سابق لأندريا بالاديو، ورواق قصر سبادا في روما، من تصمصم فرانشيسكو بوروميني. هذه التقنية في الوقت الحالي يتم تدريسها في مدارس السينوغرافيا لأنها لا تزال تستخدم بشكل متكرر في المشاهد المسرحية.

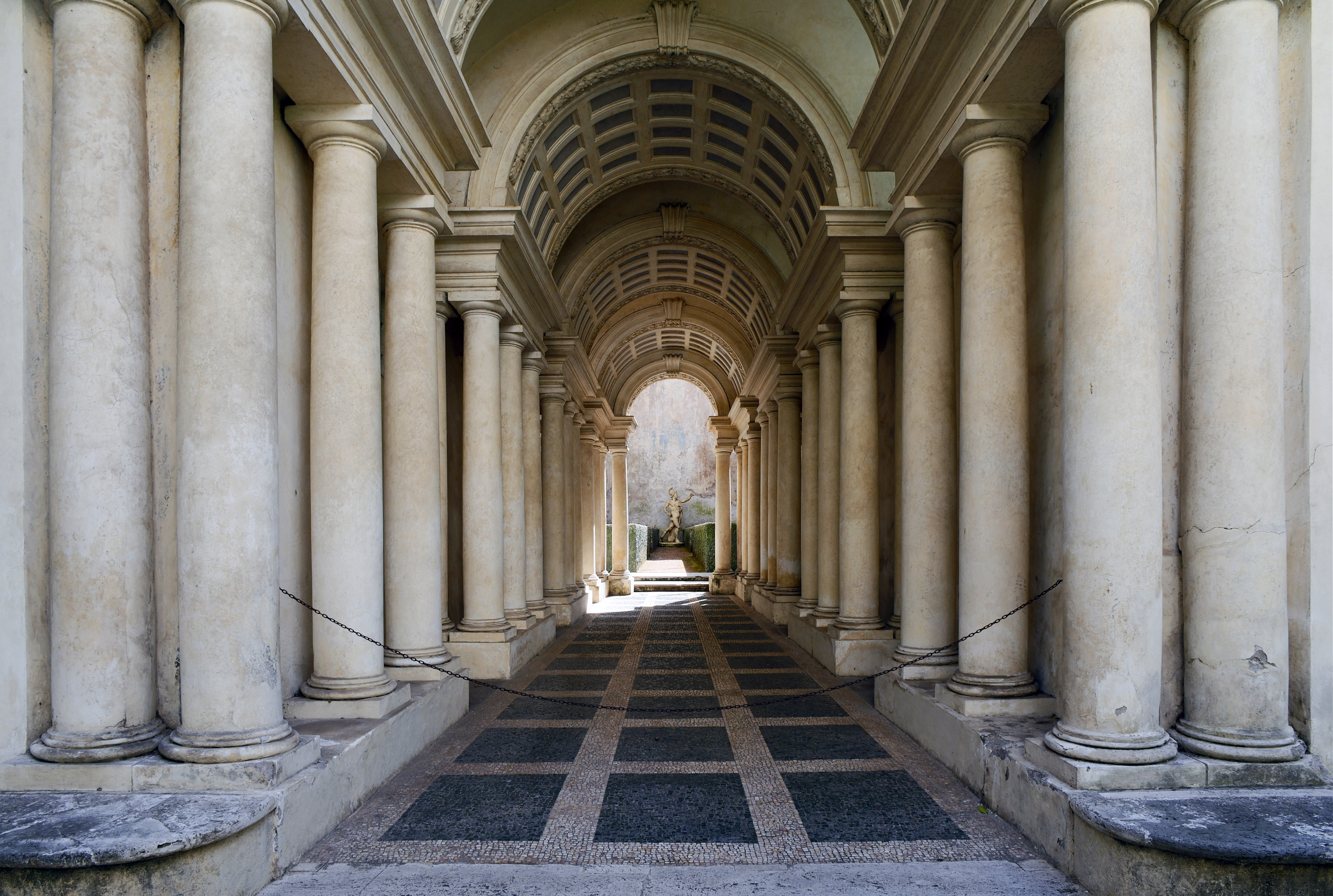
صورة لرواق قصر سبادا في روما، تم تصميمه على يد فرانشيسكو بوروميني. في هذه الصورة يمكن ملاحظة كيف تم استخدام المنظور الصلب لإنشاء تأثير ثلاثي الأبعاد، حيث يظهر الممر أطول بكثير مما هو في الواقع.

يمكن اعتبار المنظور الصلب على أنه مجموعة من المناظير المستوية. يتطلب كل منها مركزًا للإسقاط ومستوى إسقاط ومستوى موضوعي ونقطتين متقابلتين. يمكن توسيع المنظور المستوي ليشمل المنظور الصلب لتحيد نقاط فضاء ثلاثي الأبعاد إلى فضاء آخر ثلاثي الأبعاد ، مع الحفاظ على العلاقات التقابلية بين المستويات. مثال على المنظور الصلب هو العلاقة التقابلية بين اثنيين من الاسطح الثنائية تم الحصول عليهما كصور صلبة لسطح ثنائي نفسه. 

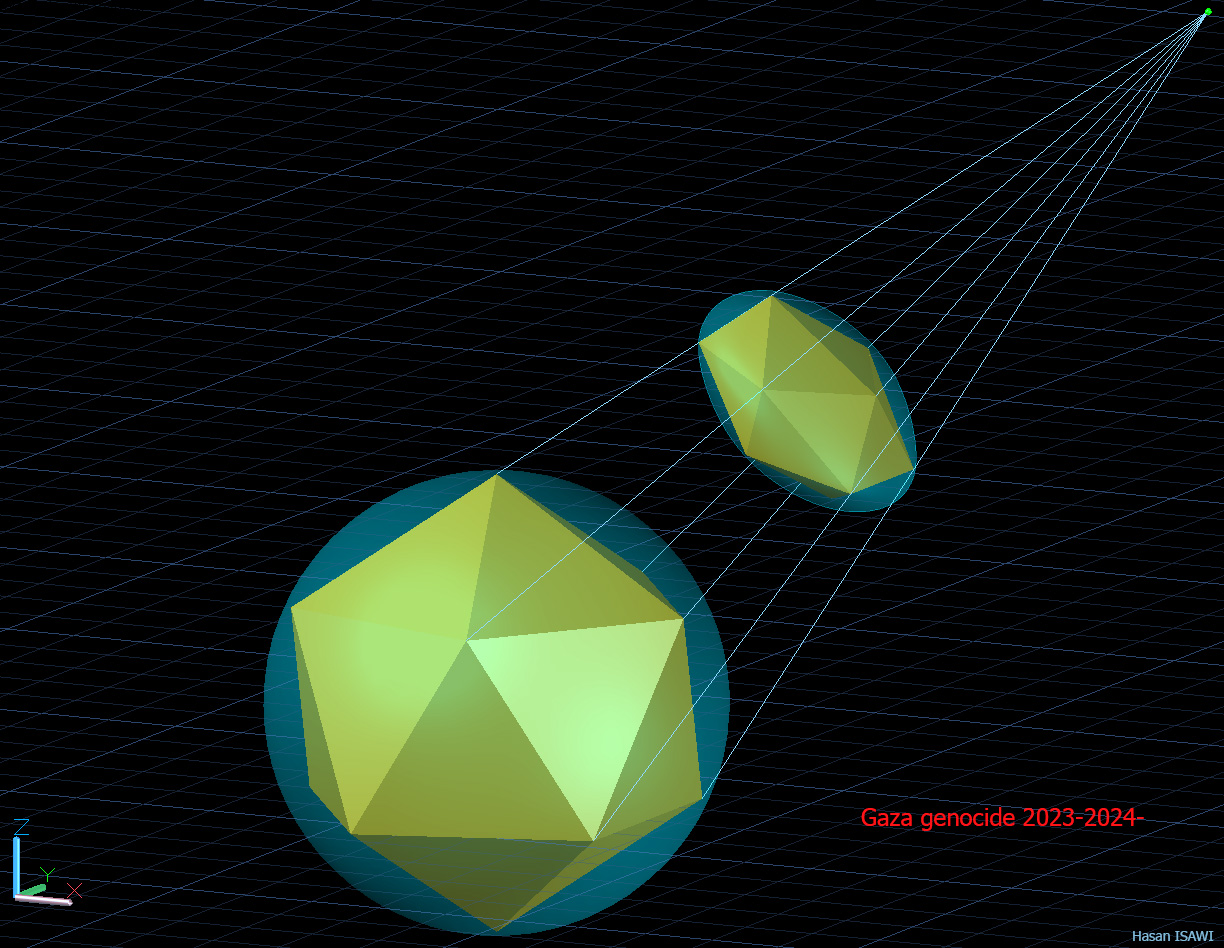
تمثل الصورة إسقاطًا صلبًا لعشروني الوجوه محاط بكرة، على سطح إهليلجي

## معرض

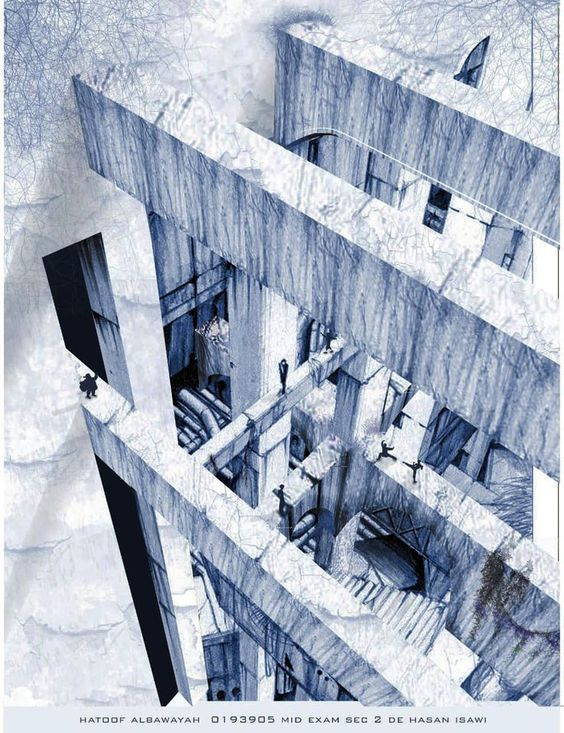
معالجة رقمية لمنظور بمستوى اسقاط مائل مرئي من الاعلى
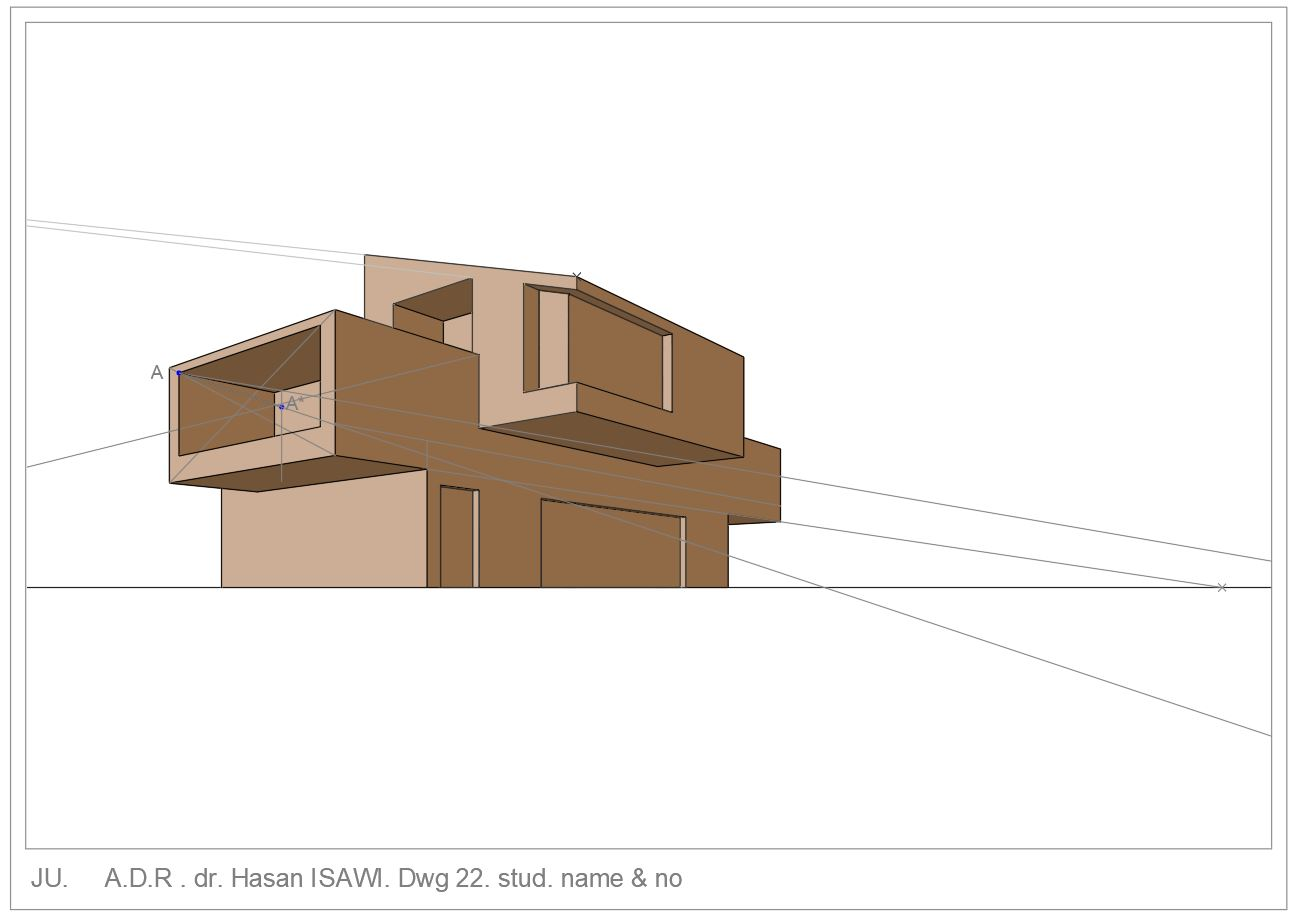
خط الافق, في هذا النوع من المنظور، يتطابق مع خط الارض ولذلك يسمى "منظور عين النملة"
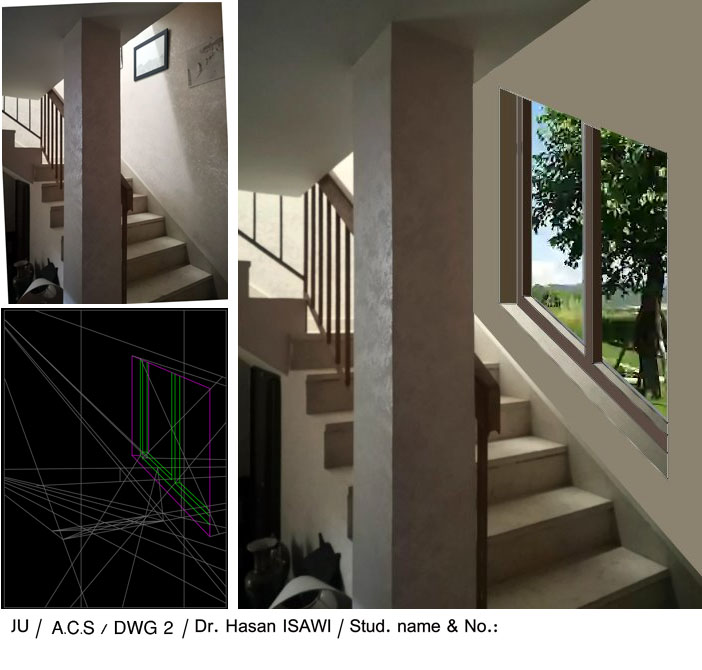
إعادة تأهيل زاوية من المنزل باستخدام قواعد المنظور.
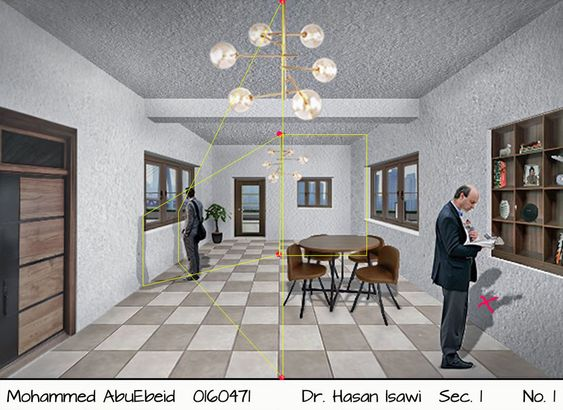
مهارات الاتصال المعماري
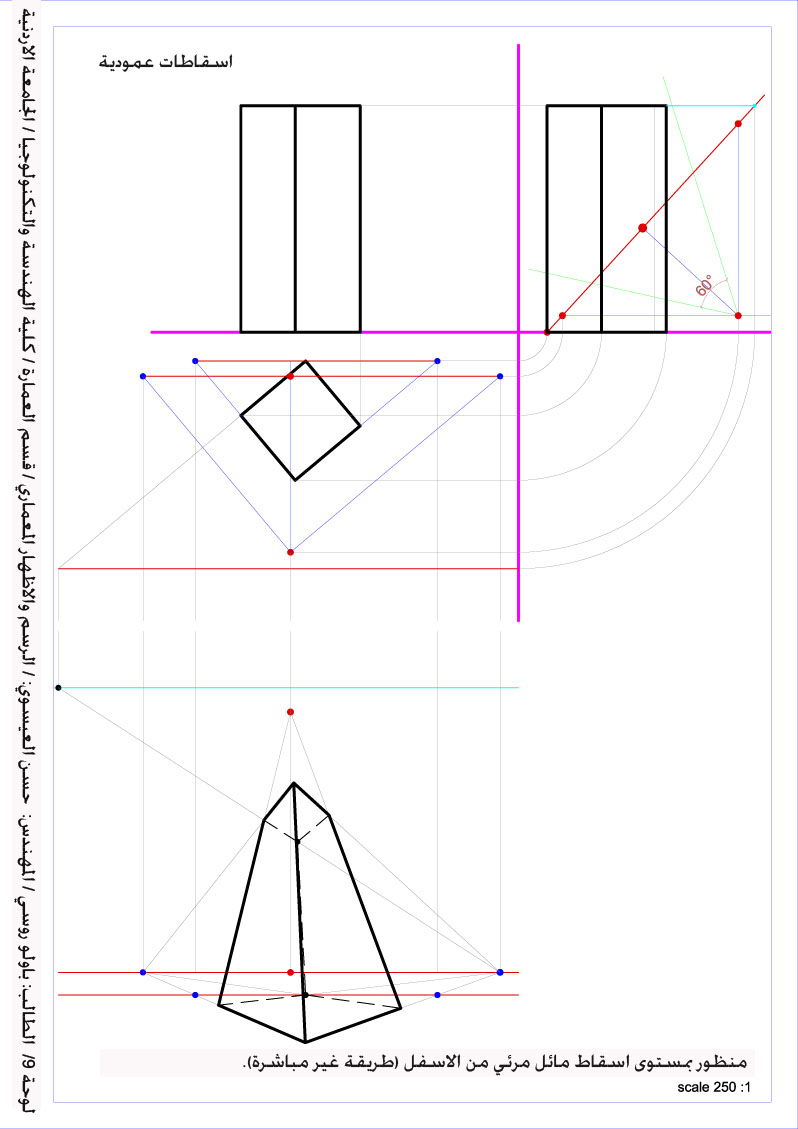
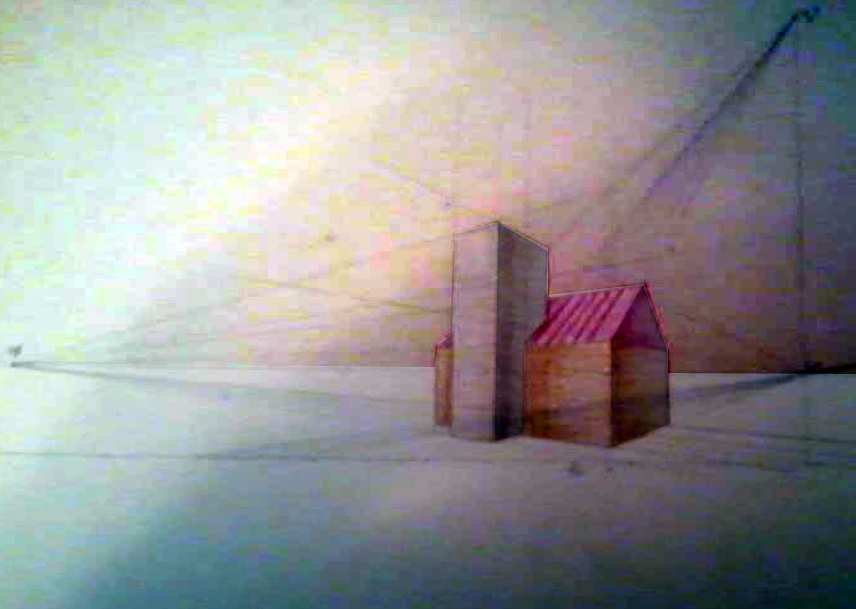
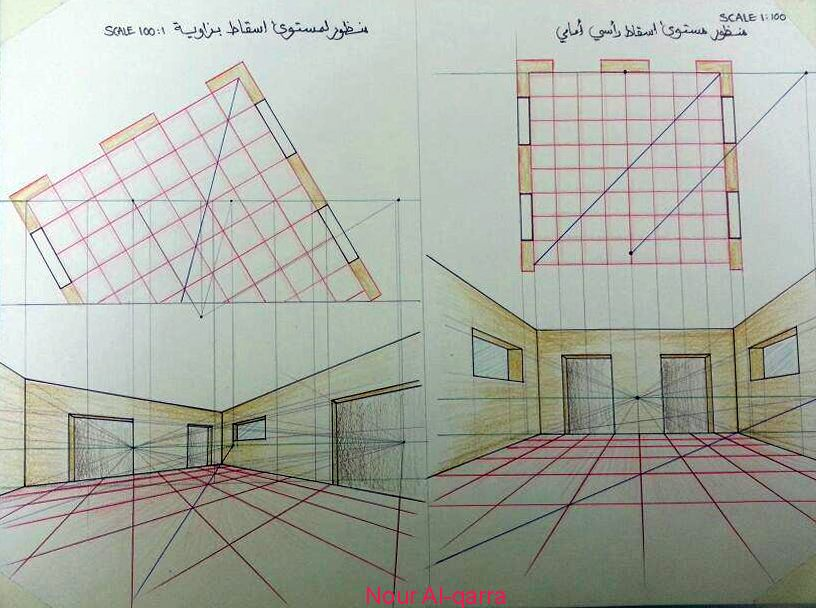
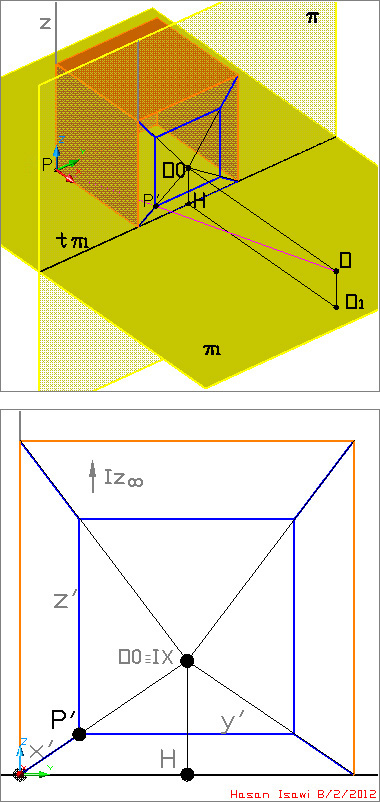
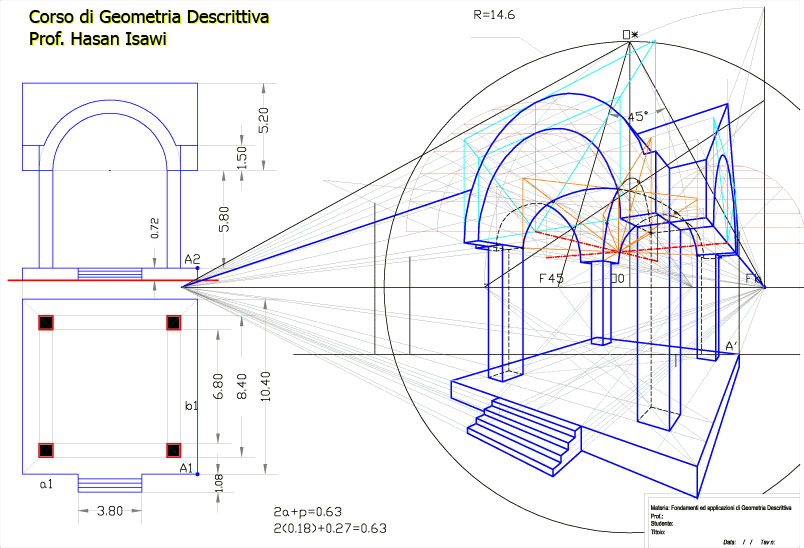
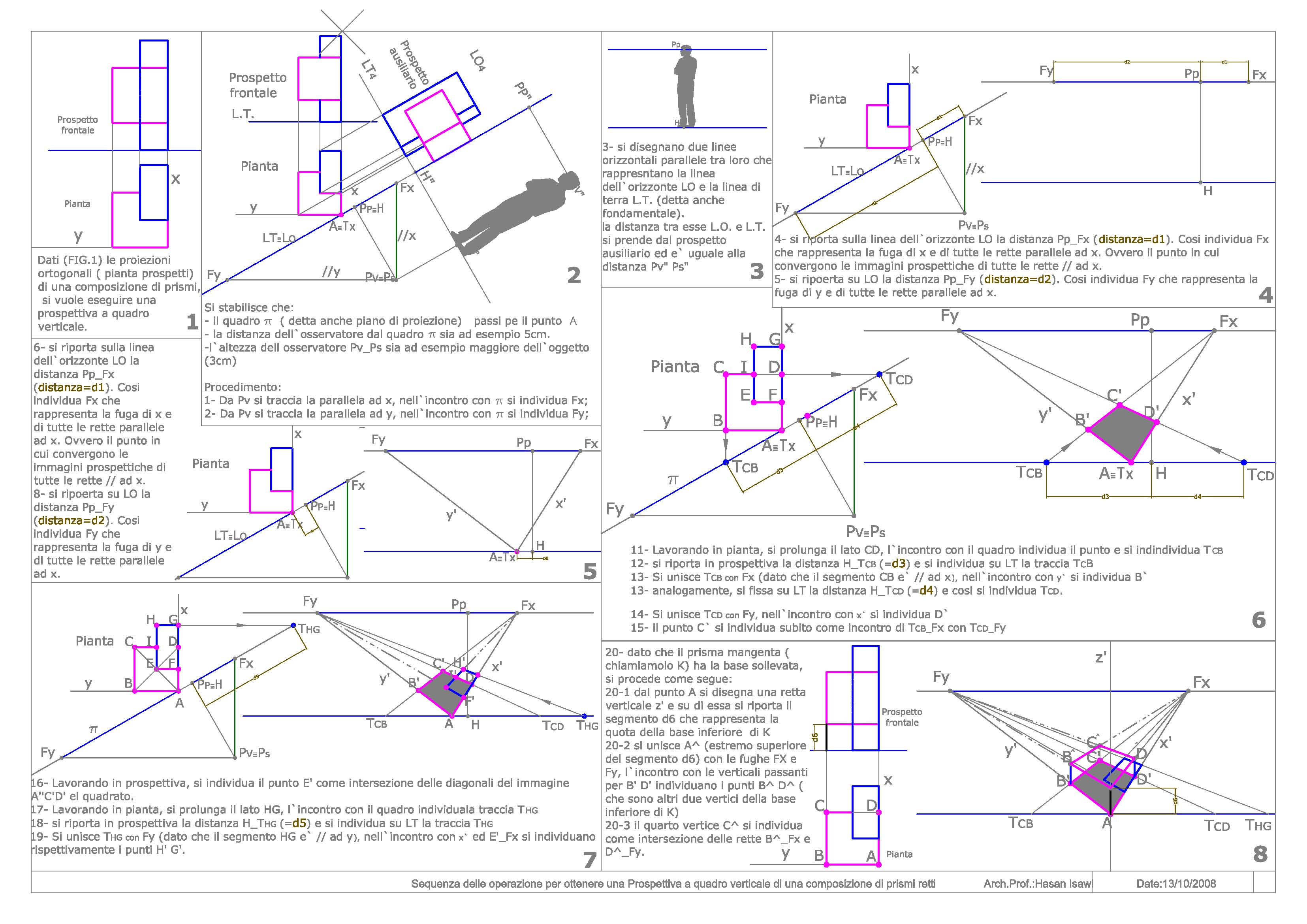
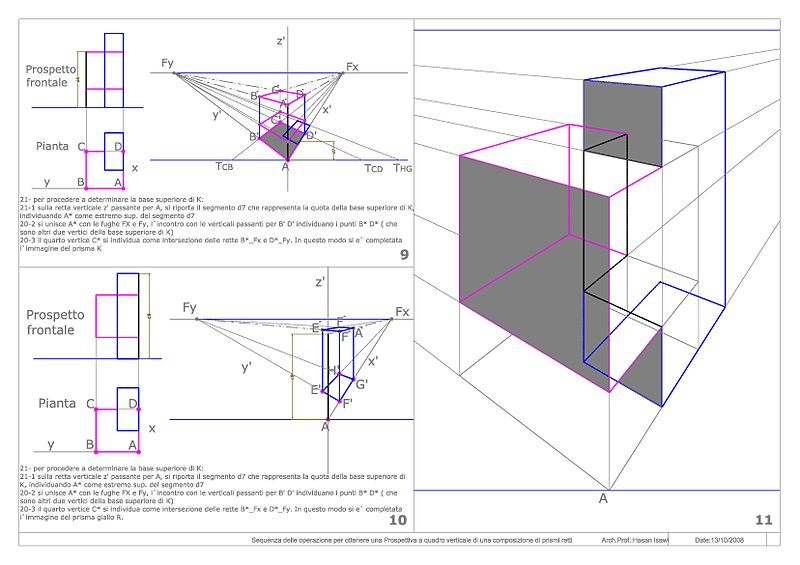
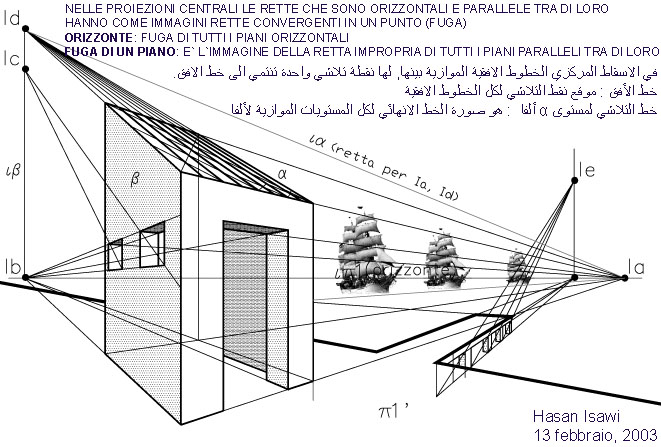
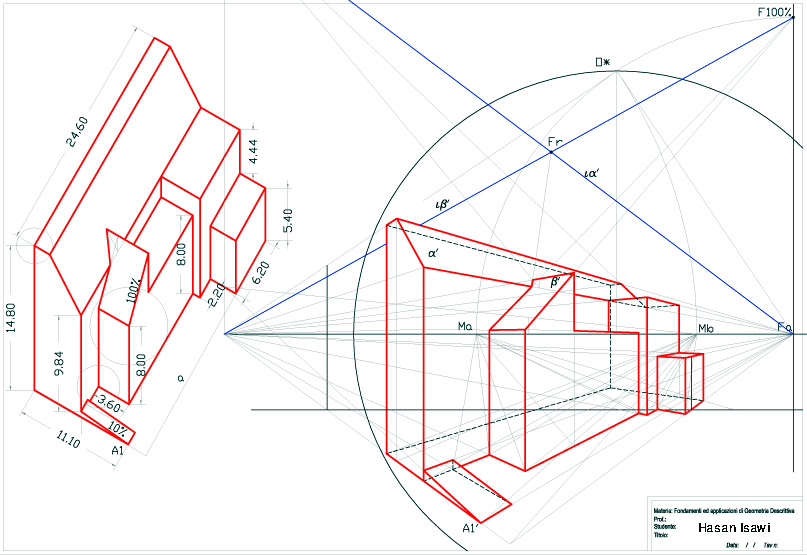
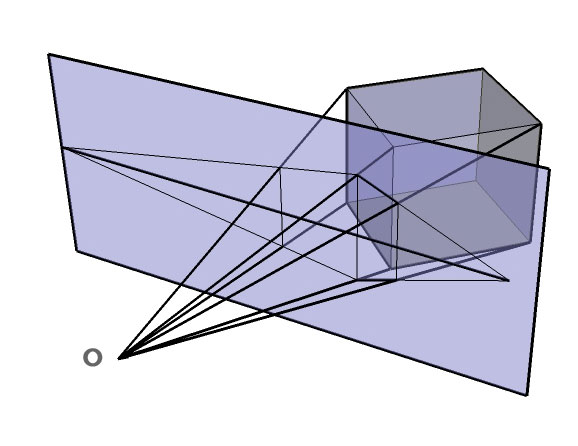
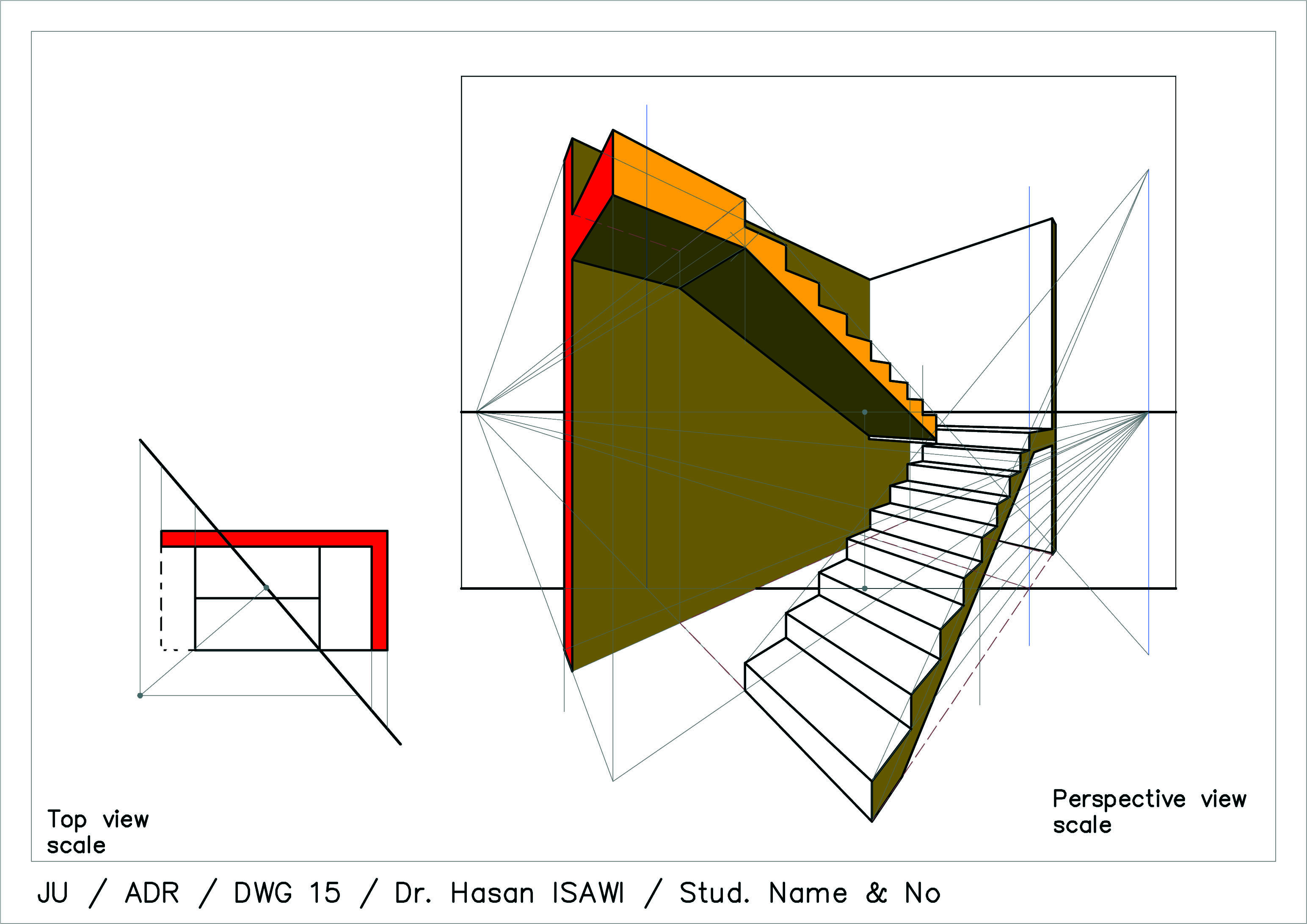
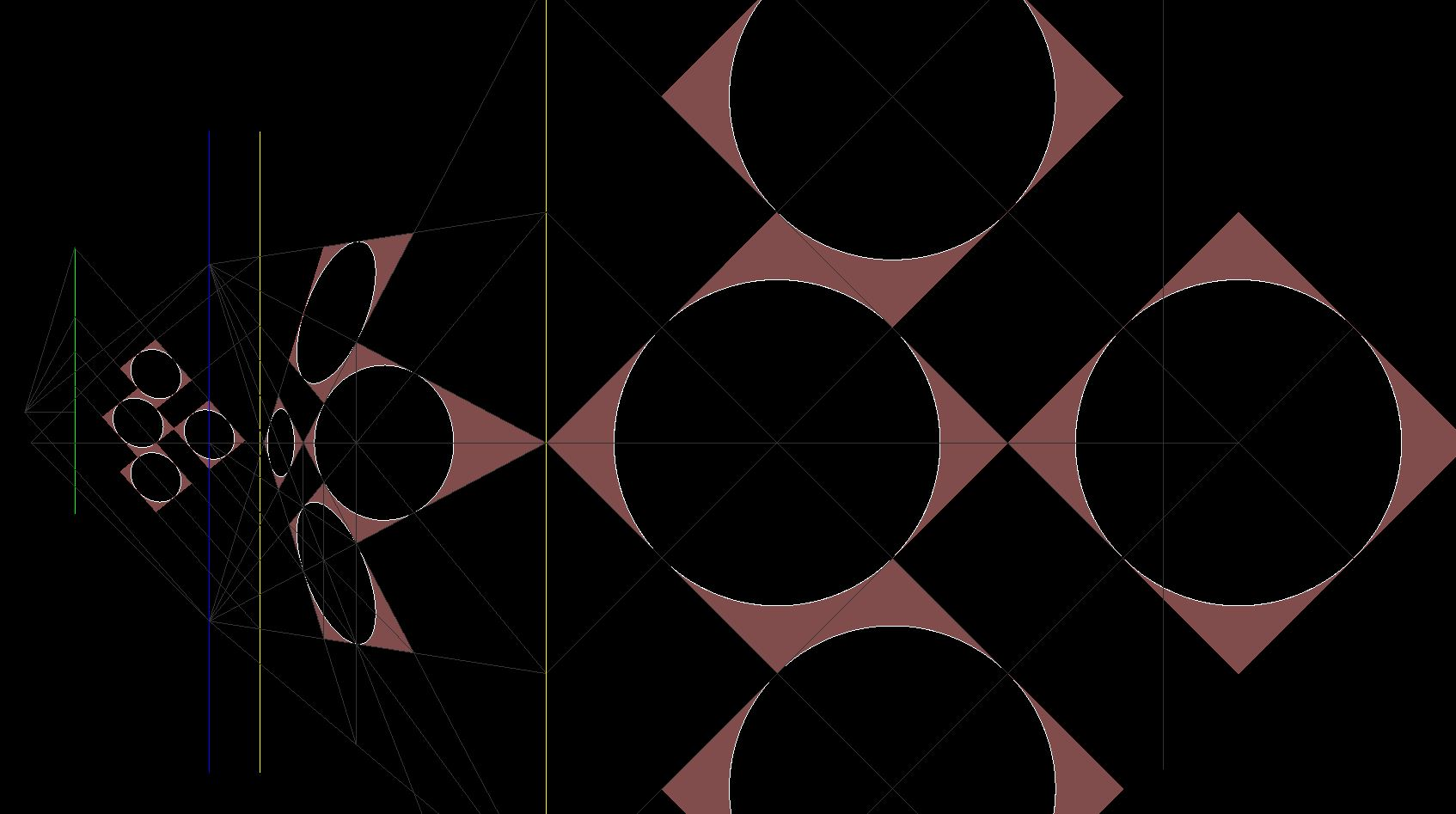
سلسلة من التحولات للحصول على عدد من متوازي الأضلاع كمغلفات لمخروطيات متقابلة في المنظور
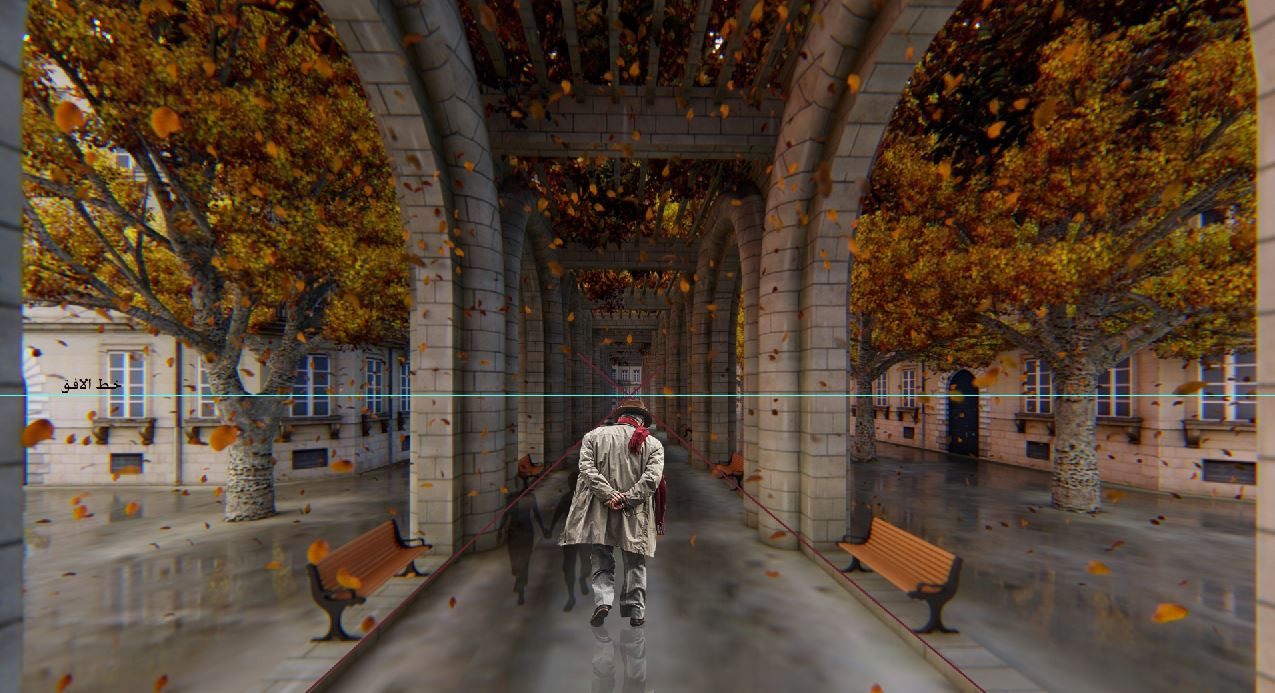
إن مرجعية ارتفاع الاشخاص المدرجين في مشهد هو خط الافق
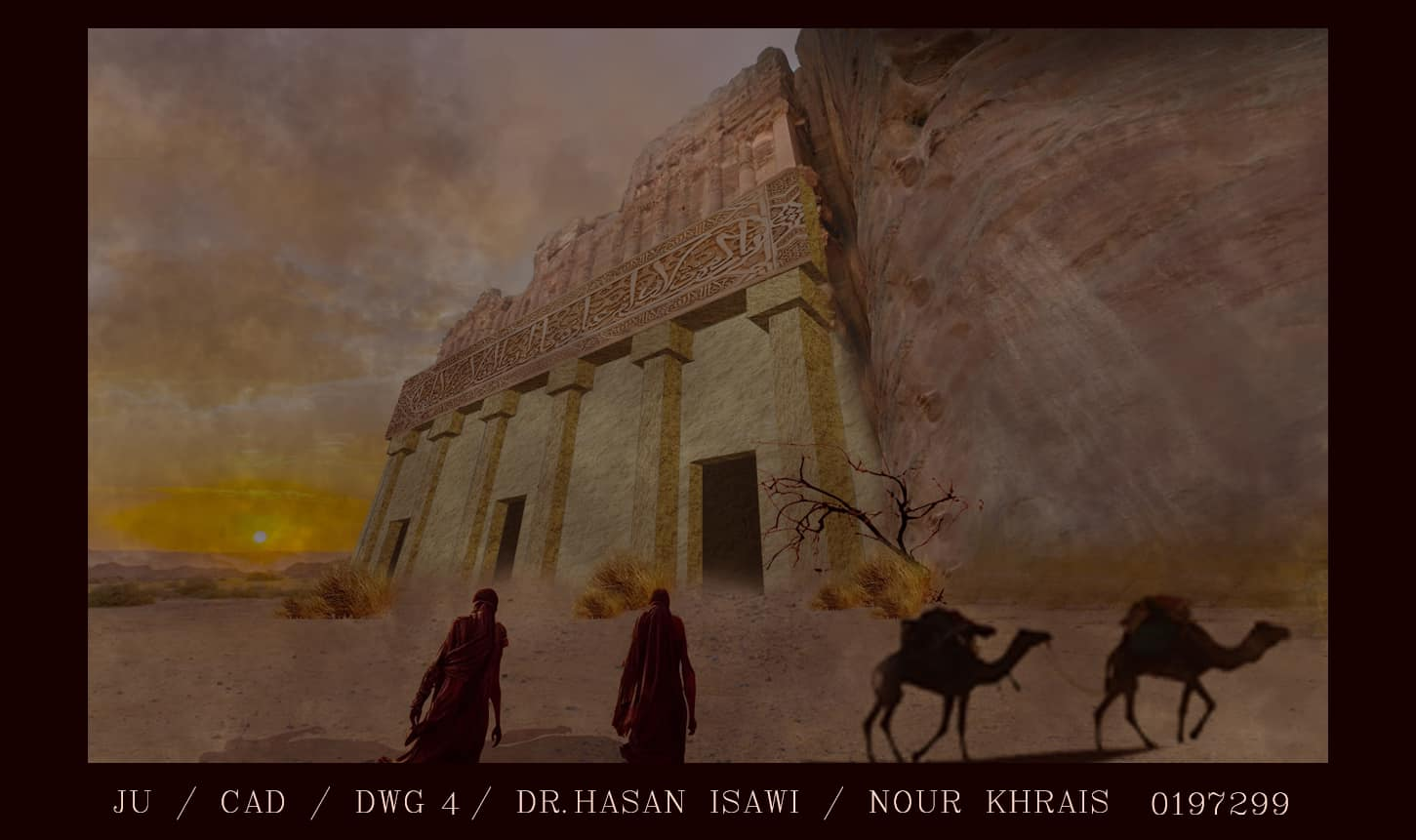
معالجة رقمية لمنظور بمستوى اسقاط مائل مرئي من الاسفل (3 نقاط تلاشي)
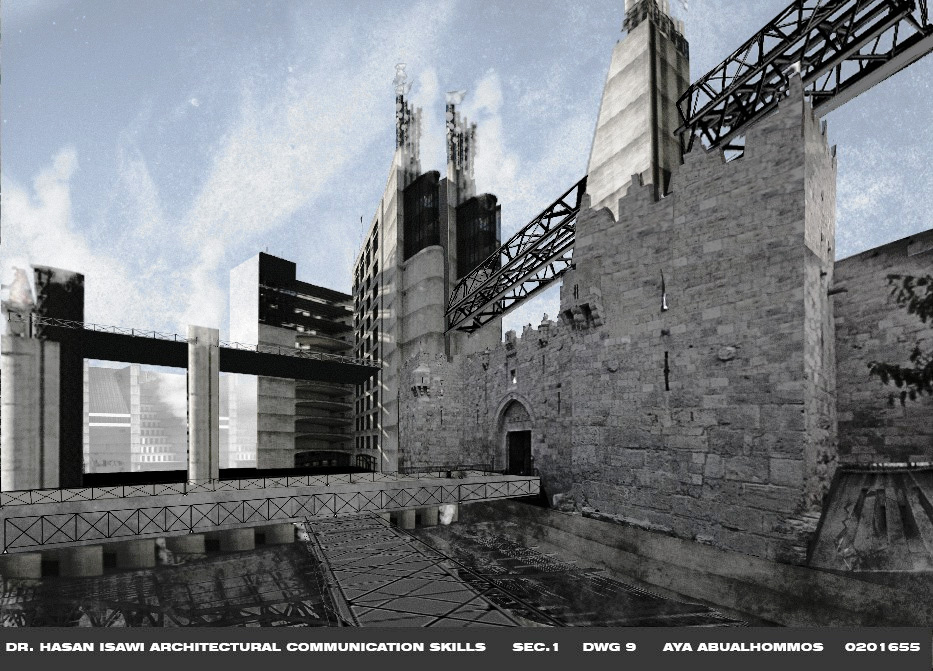
معالجة رقمية لنصب تذكاري في فلسطين المحتلة (باب العمود)
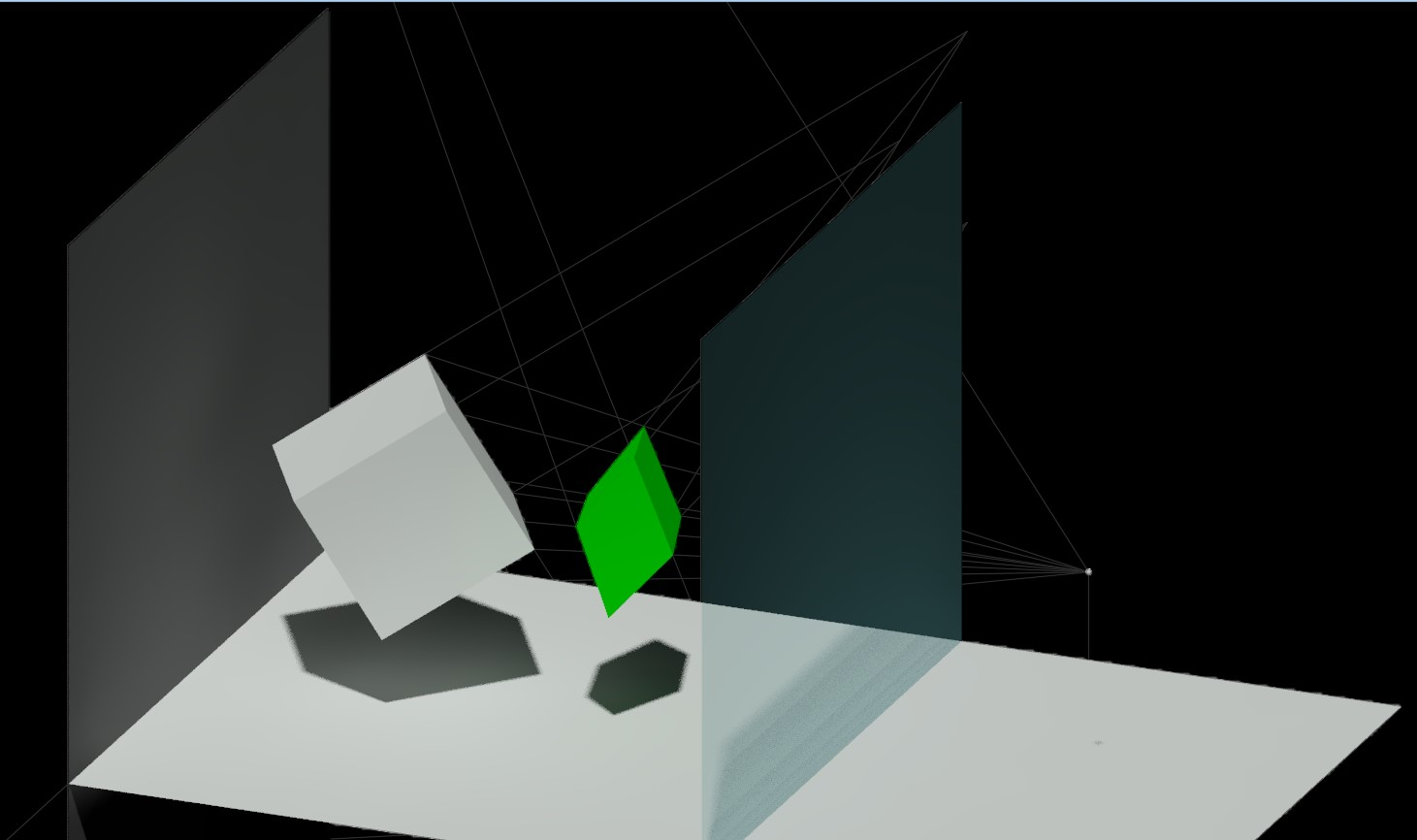
منظور صلب لمكعب في وضع عام
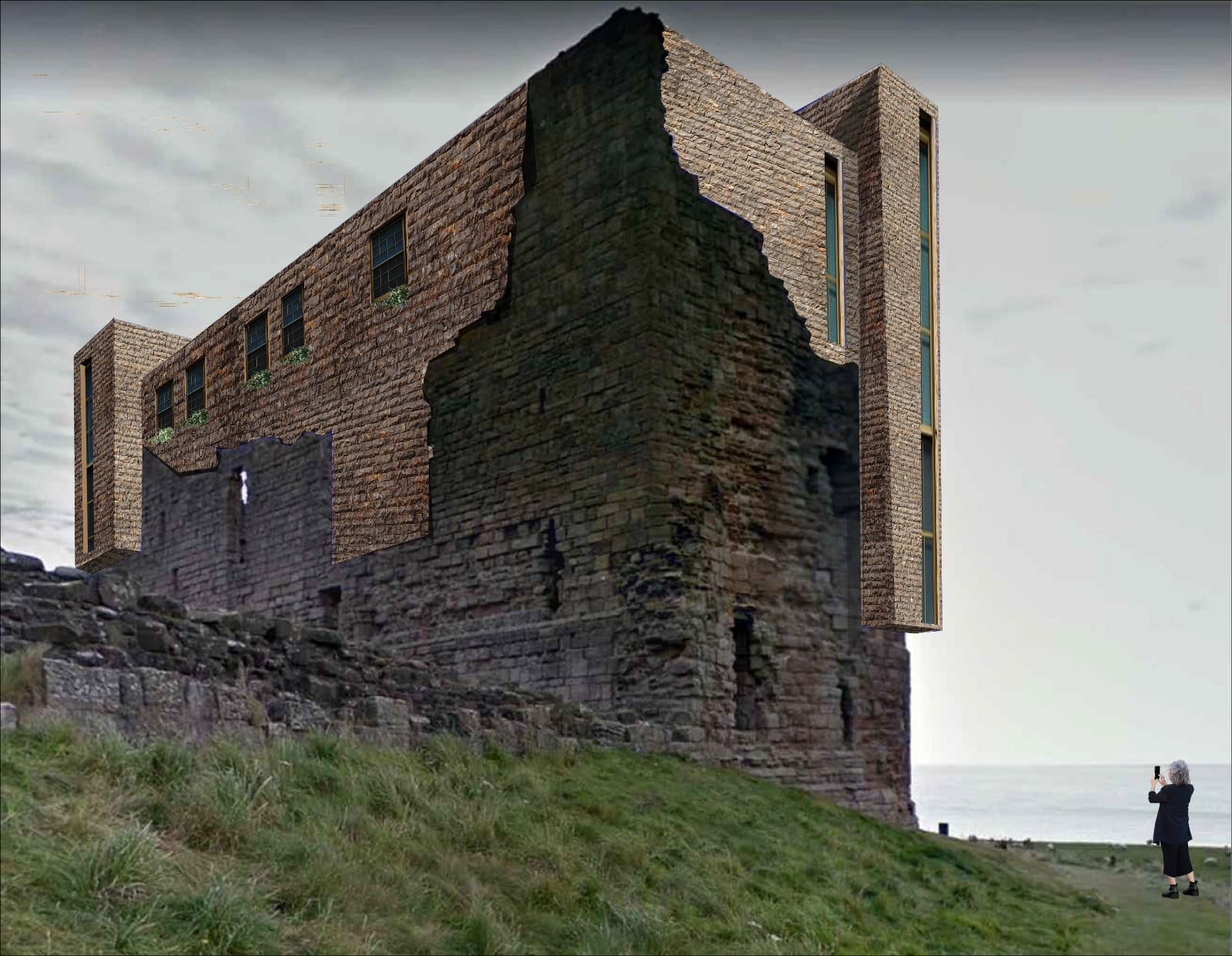
تعديلات رقمية لمنظور بزاوية لمبنى تاريخي
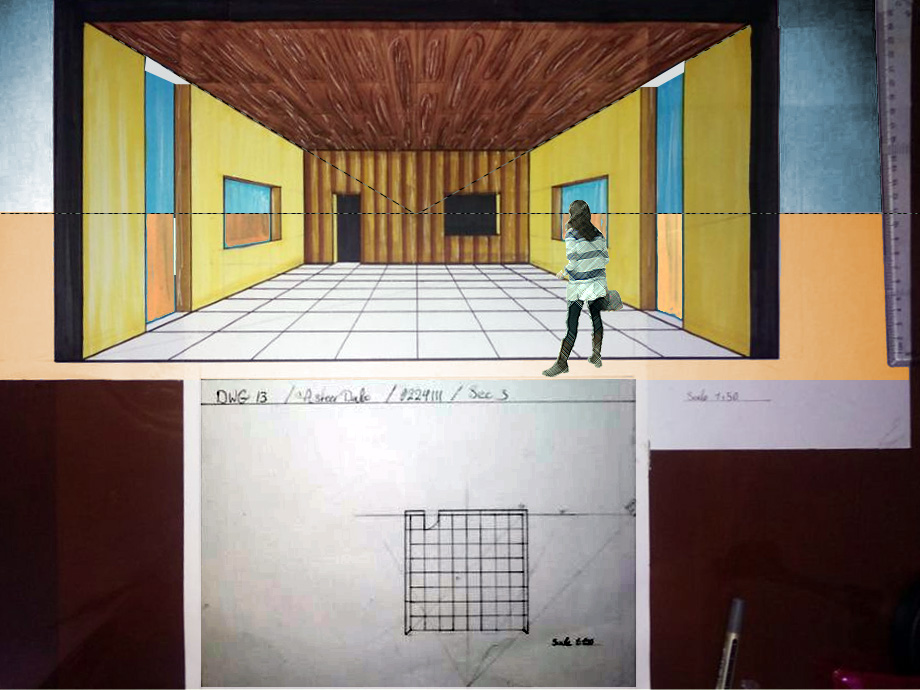
منظور امامي (نقطة تلاشي واحدة)
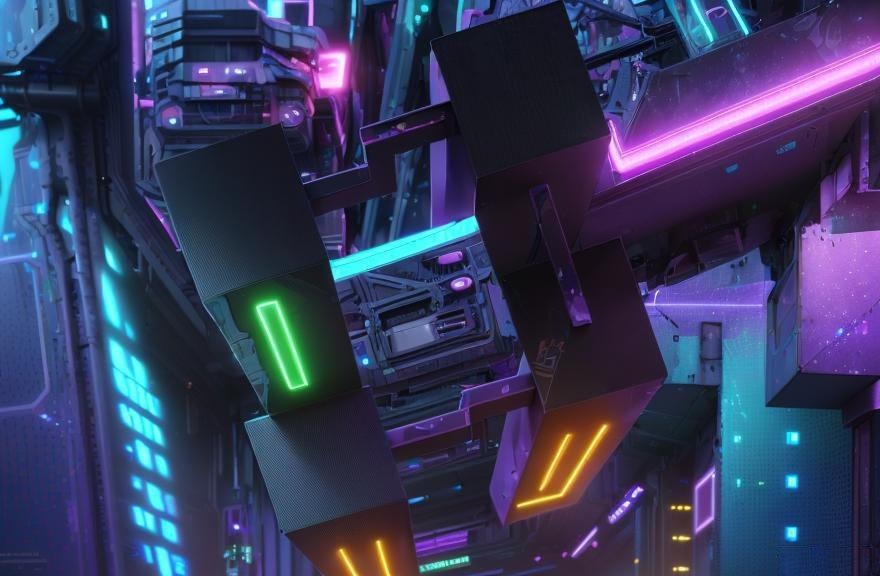
معالجة رقمية لمنظور بمستوى اسقاط افقي- Horizontal perspective
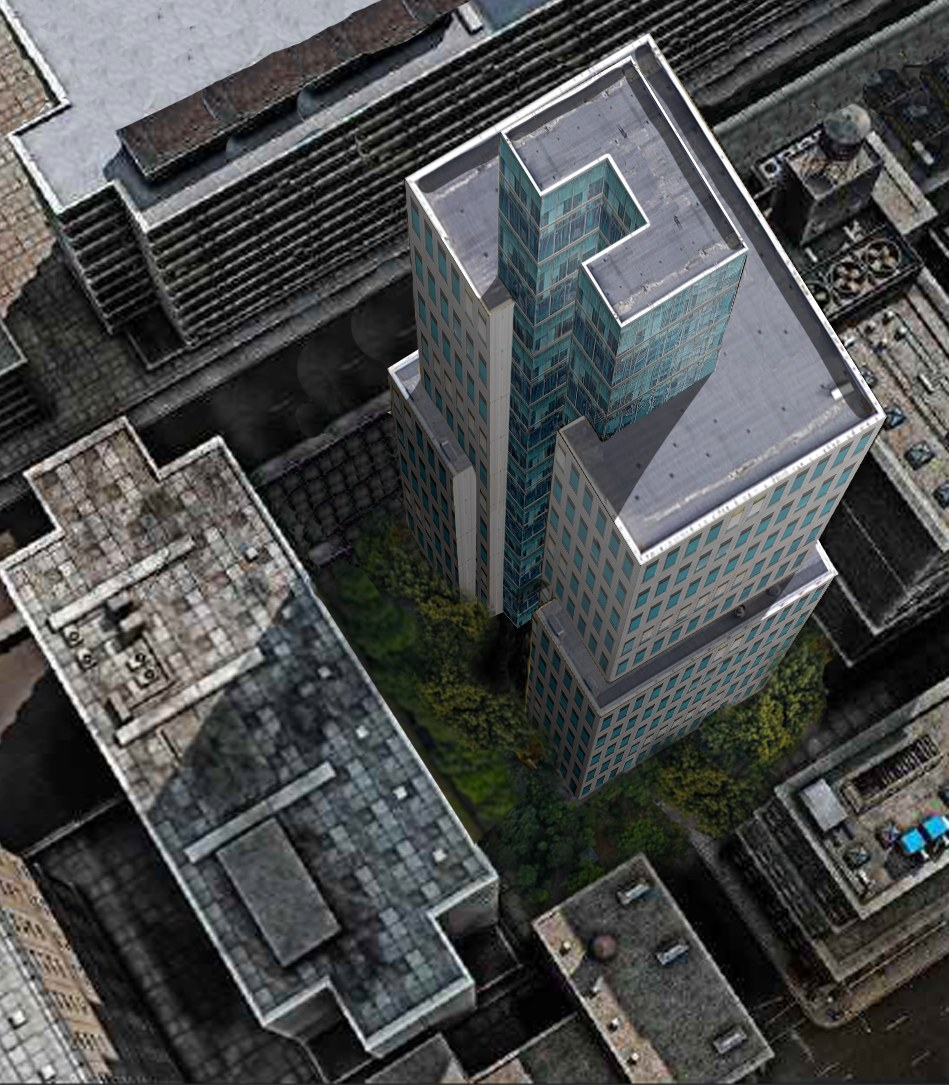
معالجة رقمية لمبى مرئي من الاعلى- منظور افقي